# Schloss Le Parc-Soubise

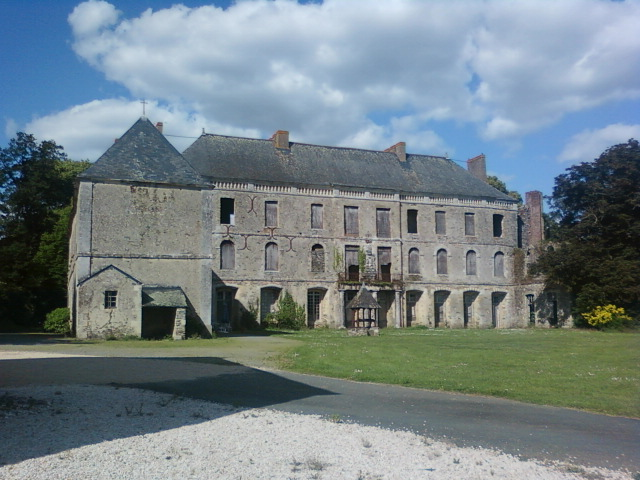
Schlossruine Le Parc-Soubise

Das Schloss Le Parc-Soubise ist eine Schlossruine im Besitz der Familie Chabot und liegt in der Gemeinde Mouchamps im Département Vendée.

## Geschichte
Le Parc-Soubise wurde durch die Heirat von Valence de Lusignan und Guillaume de Parthenay im Jahr 1247 der Hauptwohnsitz der Familie Parthenay-L’Archevêque.

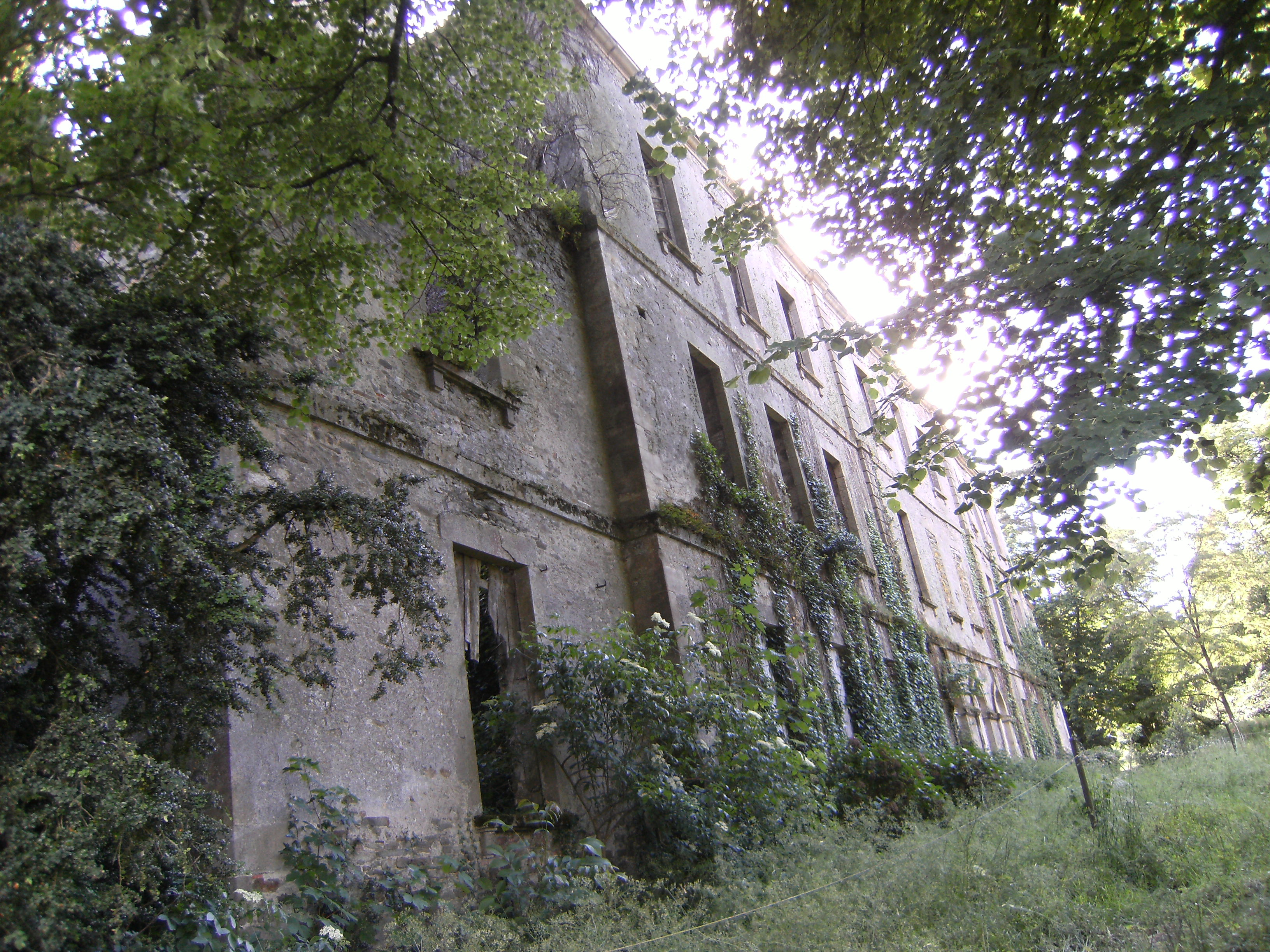
Das Schloss vom Teich aus gesehen

In der Renaissance war Michelle de Saubonne (1485–1549), die mit Jean V. de Parthenay verheiratet war, die Herrin von Le Parc Soubise. Sie war Sekretärin und Kammerherrin von Anne de Bretagne und nach Annes Heirat mit dem französischen König Ludwig XII. Gouvernante von deren Tochter Renée. Le Parc-Soubise wurde durch Michelle de Parthenays Übertritt zum Calvinismus zu einer der Hochburgen des Protestantismus in Frankreich.
Nach dem Tod von Jean V. de Parthenay (1566), ging das Anwesen über seine Enkelin Catherine de Parthenay in den Besitz der Familie Rohan über (1575), nachdem diese in zweiter Ehe den Protestanten René II. de Rohan geheiratet hatte. Sie hielt dort einen glänzenden Hof: Ihr Cousin Heinrich von Navarra, der spätere Heinrich IV., besuchte sie häufig, ebenso wie der Mathematiker François Viète und der Schriftsteller Théodore Agrippa d’Aubigné.
Als die Religionskriege nach der Unterzeichnung des Edikts von Nantes im Jahr 1598 weitergingen, wurde Le Parc-Soubise zum Zentrum der protestantischen Rebellion gegen den französischen König Ludwig XIII. An der Spitze der protestantischen Armeen stand Henri II. de Rohan, der Sohn von Catherine und René de Rohan, der im Aufstand der Hugenotten ab 1621, der mit der Belagerung von La Rochelle (1627–1628) endete, eine führende Rolle spielte. Um weitere Aufstände zu verhindern, beschloss Kardinal Richelieu daraufhin, alle Schlösser der protestantischen Anführer schleifen zu lassen. Auf Befehl von König Ludwig XIII. und Richelieu waren davon auch das Schloss Le Parc-Soubise und seine Verteidigungsanlagen betroffen.
Henri II. de Rohan wurde von Maria de’ Medici vom Hof vertrieben. Nach seinem Tod (1638) kam Le Parc-Soubise durch die Heirat seiner einzigen Tochter Marguerite de Rohan mit Henri Chabot in den Besitz der Familie Rohan-Chabot.
Als das Schloss Le Parc-Soubise nicht mehr genutzt wurde, wurde es 1771 verkauft und abgerissen, ein neues Schloss wurde unter dem Befehl des neuen Besitzers, dem Protestanten Pierre Bonfils, einem Stallmeister und Sekretär und Berater des Königs, erbaut. Als Pierre Bonfils nach Versailles gerufen wurde, um sich um die Finanzen des Königs zu kümmern, verkauft er das Anwesen innerhalb seiner Familie weiter. Am 24. Dezember 1784 kaufte Charles-Augustin, Comte de Chabot, es zurück und begann mit neuen Arbeiten, die den Bau des Schlosses beendeten, das er dann bewohnte.
Während der Französischen Revolution von 1789 und insbesondere während der Terrorherrschaft von 1793 holte die Geschichte Le Parc-Soubise ein. Die Vendéens, die an ihrer Gewissensfreiheit und ihrem katholischen Glauben festhielten, unterstützten die Priester, die sich weigerten, den Eid auf die Republik im Rahmen der Zivilverfassung des Klerus von 1790 zu schwören. Die Vendée erhob sich und es begann einen Bürgerkrieg, in dessen Verlauf der Nationalkonvent als Vergeltung die Höllenkolonnen („colonnes infernales“) aussandte.

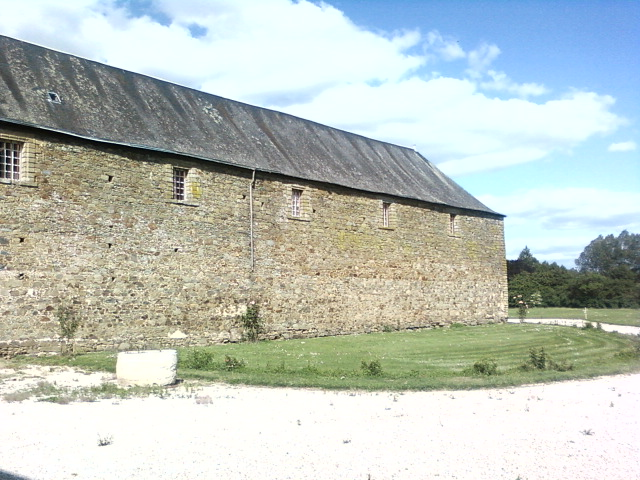
Die Scheune

Am 31. Januar 1794, nachdem sie gerade die Einwohner von Le Boupère verschont hatte, ermordete die Höllenkolonne von Lachenay 200 Frauen, Kinder und alte Menschen im Hof des Schlosses und brannte es nieder. Der aus dem Exil zurückgekehrte Comte de Chabot beschloss, das Schloss in Erinnerung an diese Ereignisse in seiner ursprünglichen Form zu erhalten. Seitdem wurde es nie wieder restauriert, abgesehen von seinem Dach, mit dem die Ruinen geschützt werden.

## Architektur
Die ursprünglichen Befestigungsanlagen von Le Parc-Soubise wurden unter Richelieu am Ende der Hugenottenkriege abgebaut. Nur ein Teil der Wirtschaftsgebäude aus dem 17. Jahrhundert blieb erhalten: die Scheune, der Speicher und der Weinkeller, die unter Catherine de Parthenay gebaut wurden.
Das Schloss des 18. Jahrhunderts wurde von Pierre Bonfils auf einem Teil der Fundamente der Burg errichtet und wurde während der Revolution von der Lachenay-Kolonne am 31. Januar 1794 niedergebrannt.
Das Schloss Le Parc-Soubise und sein Park wurden durch Ministerialerlass vom 5. Januar 1977 als Monument historique eingestuft. Die Fassaden, Dächer und die große Treppe des Schlosses sowie die Kapelle (ohne Verzierungen) und das Maison de Tournebride wurden per Erlass vom 23. Dezember 1987 in die Liste der historischen Denkmäler aufgenommen. Die Gemeinschaftsräume des Schlosses sowie die Innendekorationen der Kapelle wurden per Erlass vom 14. Februar 1989 unter Denkmalschutz gestellt.
Das Schloss befindet sich nun im Besitz von Françoise Darcy, der Schwester von Guillaume de Chabot, dem Erben des Anwesens.